# Perișani
Perișani je  obec v župě Vâlcea v Rumunsku. Žije zde přibližně 1 800 obyvatel. Součástí obce je i sedm okolních vesnic.

## Části obce
- Perișani – 210 obyvatel
- Băiașu – 202 obyvatel
- Mlăceni – 475 obyvatel
- Podeni – 50 obyvatel
- Poiana – 285 obyvatel
- Pripoare – 233 obyvatel
- Spinu – 330 obyvatel
- Surdoiu – 59 obyvatel